# Pyuthan (Distrikt)
Der Distrikt Pyuthan (Nepali प्युठान जिल्ला Pyuthān Jillā) ist einer von 77 Distrikten in Nepal.
Er liegt in der Provinz Lumbini.
Im Jahre 2001 hatte Pyuthan eine Bevölkerung von 212.484; 2011 waren es 228.102.

## Verwaltungsgliederung
Städte (Munizipalitäten) im Distrikt Pyuthan:
- Pyuthan

Village Development Committees (VDCs) im Distrikt Pyuthan:
- Arkha
- Bandikot
- Bangemarkot
- Bangesal
- Baraula
- Barjibang
- Belbas
- Bhingri
- Bijuli
- Chunja
- Damri
- Dangbang
- Dharampani
- Dhobaghat
- Dhubang
- Dhungegadhi
- Gothibang
- Hansapur
- Jumrikanda
- Khabang
- Khung
- Kochibang
- Ligha
- Liwang
- Lung
- Majhakot
- Markabang
- Narikot
- Naya Gaun
- Okharkot
- Pakala
- Phopli
- Puja
- Rajbara
- Ramdi
- Raspurkot
- Sari
- Swargadwarikhal
- Syaulibang
- Tiram
- Torbang
- Tusara